# 腐女子デカ
『腐女子デカ』（ふじょしデカ）は、2008年1月19日からテレビ朝日の土曜ミッドナイトドラマ枠で放送されたテレビドラマで、全5話。主演はこれがテレビドラマ初主演となる篠原真衣。
殺人事件が発生し、女性警察官、星秋子がやおい、ボーイズラブの腐女子妄想をして、それが結果的に片思い中の刑事、麻宮翔太の手助けとなっていき事件解決、というのが毎回のパターンである。

## キャスト
- 星秋子：篠原真衣 - 大練馬署の警務課勤務の女性警察官
- 麻宮翔太：載寧龍二  - 大練馬署の新人刑事
- 上大岡玲香：石橋奈美 - 大練馬署のエリート刑事
- コリコリ：谷川昭一朗 - 大練馬署の人情派刑事
- ピタパン：七枝実  - 熱血刑事
- トラボルタ：河野朝哉  - 『砂漠之王子』の新人執事
- セバスチャン：飯田基祐  -『砂漠之王子』の店長執事
- ジェームス：伊藤勇太 - 執事
- 勅使川原：鍋谷哲也 - 執事
- 貴腐人：高橋ひとみ  - 腐女子界のカリスマ

### ゲスト出演
- 第1話 『タマはトモダチ』
  - 中山サエ：高山紗希 - マネージャー
  - 林：原真司 - GK
  - 大野：山崎雄介 - キャプテン
  - 石田：勝也 - DF

- 第2話 『幕末純愛ブサイク伝』
  - 土方トシオ（舞台）：にいみ啓介
  - 土方トシオ（楽屋）：飯森明
  - 沖田ソウスケ：岩田有弘
  - 麻宮優子：比企理恵  - 翔太の母
  - 本間美樹：おかのみさと - 声優

- 第3話 『禁断の生クリーム兄弟』
  - 天杉太郎：加瀬尊朗
  - 天杉次郎：矢野喬之
  - 峰岸乙子：鵜川薫

- 第4話 『ビバ！お医者さまハーレム』
  - 西泰蔵教授：辰巳琢郎（友情出演）
  - 前財准教授：ミョンジュ
  - 美里准教授：藤本道
  - 腐女子ナース：水田芙美子
  - 廉：小杉彩人

- 第5話 『殉職…砂漠に死す！』
  - 河村博司：山本浩司 - アンチ腐女子のおたく
  - 河村の彼女：飯塚由衣
  - なな：華彩なな - アイドル

## スタッフ
- 脚本：鎌田智恵(#1,#5)、瀬戸山美咲(#2,#5)、仲村みなみ(#3)、黒崎りえ(#4)
- 演出：BQ寧
- チーフプロデューサー：桑田潔（テレビ朝日）
- プロデューサー：関拓也（テレビ朝日）、大屋光子（東北新社）
- 腐女子委員会：仲村みなみ、黒崎りえ、赤坂みずき
- 製作：テレビ朝日、東北新社クリエイツ

## 主題歌
- Ailie『風の歌』（ジェネオン エンタテインメント）

## 放送局
- テレビ朝日 土曜深夜25:30 - 26:00
- 北海道テレビ放送　2008年6月20日金曜深夜23:15 - 24:40　（第一話～第三話を連続放映）、2008年6月27日金曜深夜23:15 - 24:15　（第四話～第五話を連続放映）
- 岩手朝日テレビ　2009年夏放送
- 福島放送　土曜深夜25:00 - 25:30　2009年12月12日-2010年1月19日放送